# Ново-Миколаївська хоральна синагога
Ново-Миколаївська хоральна синагога — юдейська синагога в Херсоні. 

## Історія
Розташовувалася на південно-західному розі вулиць Торгової (на той час — Торговий провулок) та Європейської (будівля не збереглася).
Найбільша головна Ново-Миколаївська синагога була побудована у 1840 році, в стилі пізнього класицизму за проектом архітектора Карла Акройда. За пірамідальні стовпчики, що фланкували трикутні фронтони з усіх боків будівлі, херсонці називали синагогу «рогатою».

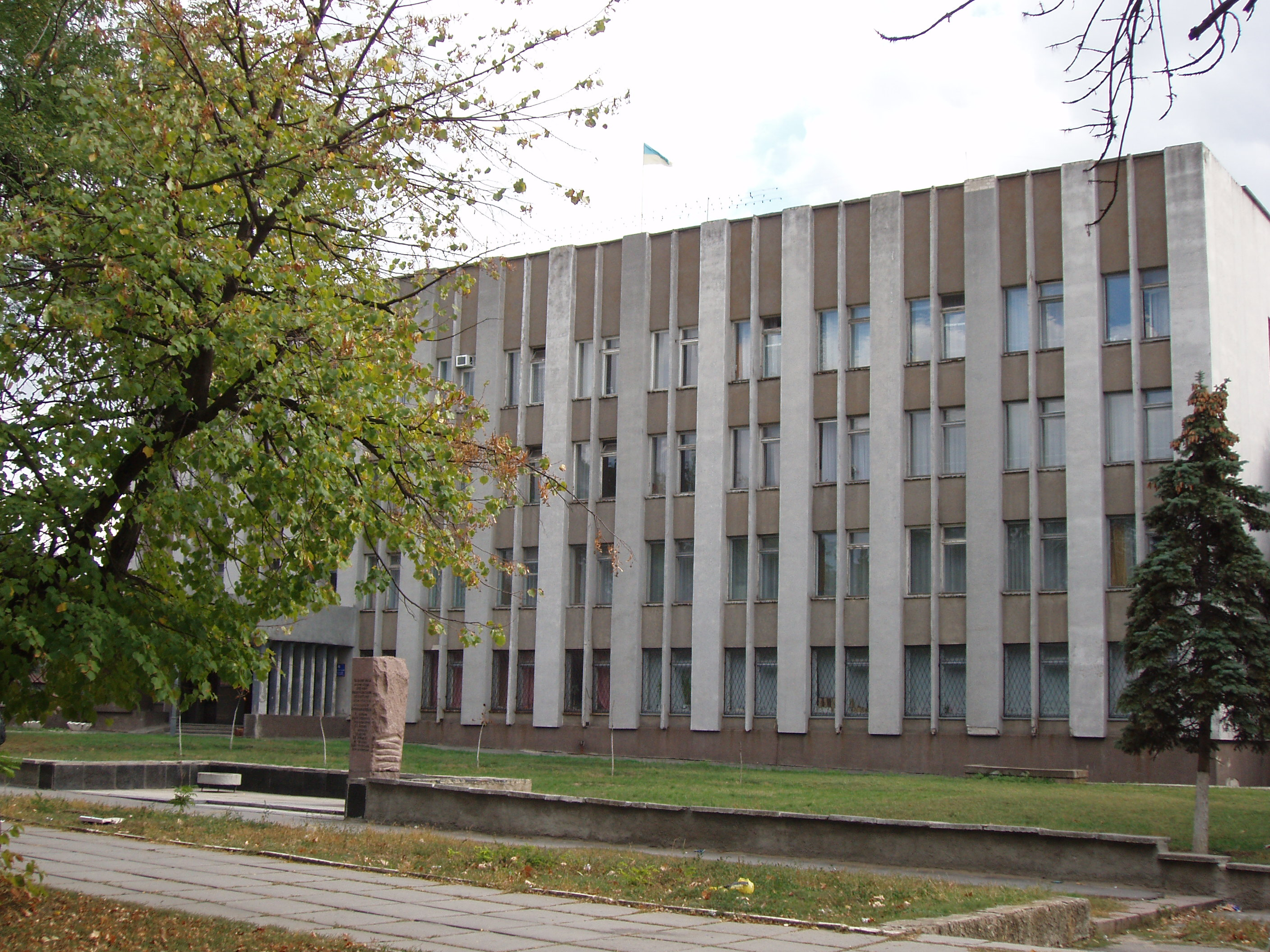
Будівля Комсомольського райвиконкому (2008 рік; на цьому місці стояла Ново-Миколаївська хоральна синагога)

Відвідуваність на початку XX століття — 3000 осіб. Згідно з актом № 2 від 25 квітня 1922 року, з власності синагоги вилучили цінностей і срібла 1 пуд, 5 фунтів і 35 золотників (18 кг 577,5 г: 9 свічників (4 кг 734,76 г); 4 прикраси сувоїв Тори, 3 келихи; прикраси на свитках Тори, 5 свічників, 4 підсвічники; келих).
Синагогу закрили, як і решту, «за клопотанням трудящих» у 1926 році. Спочатку переобладнали під Будинок єврейської робочої культури, а згодом, у 1930 році, будівлю переобладнали під кінотеатр «Спартак» на 580 місць. Поруч був побудований літній кінотеатр «Спартак». Наприкінці 1960-х років, після руйнування будівлі кінотеатру на його місці було споруджено будівлю Комсомольського райкому партії і райвиконкому.
Відомі імена деяких рабинів, що служили у Миколаївській хоральній синагозі: у 1860-1880-х роках — Фадділь Григорович (Файтель) Блюменфельд з помічником Ісааком Дейштманом; у 1890-х роках — Авраам-Леві Мордехаєвич Лейпциг, на початку XX століття — доктор філософії Хлавно Меєр Гінцбург (казенний рабин у 1893—1918 роках) з помічниками Гершоном Зельмановичем Пінскером і Гершем Беньяміновичем Корлінським.